# الإنتاجية المتطرفة
الإنتاجية المتطرفة أو Producerism هو الإيديولوجية التي ترى أن أفراد المجتمع الذين يشاركون في إنتاج الثروة المادية هي من أكبر فائدة للمجتمع من، كمثال، الأرستقراطيين الذين يرثون ثرواتهم ومكانتهم.

## تاريخ
تتبع روبرت آشر تاريخ الإنتاجبة المتطرفة مع باكورة وقت الحفارين في أربعينيات القرن السادس عشر. لم تكن هذه النظرة منتشرة بين الحرفيين في ذلك الوقت لأنهم يدينون بسبل عيشهم لرعاية الطبقة الأرستقراطية، ولكن بحلول وقت الثورة الأمريكية، كانت وجهة نظر الإنتاجيين المتطرفين هي السائدة بين الحرفيين الأمريكيين.
تحدد روسان كورارينو شكلين من هذا الإنتاج في منتصف القرن التاسع عشر: «إنتاجية الملكية التطرفية» التي تحظى بشعبية بين المزارعين العاملين لحسابهم الخاص والحرفيين في المناطق الحضرية، و «الإنتاجية الصناعية التطرفية» التي ترجع إلى العمال المأجورين وتم تحديدها بشكل خاص مع فرسان العمل وصعود الاشتراكية.
بالنسبة لبعض الملاحظين، كان بولمان سترايك عام 1894 بقيادة يوجين ف. دبس علامة فارقة في تاريخ الإنتاجية المتطرفة الأمريكية.
أما تاريخها في المملكة المتحدة، كانت متأثرةً بالحزب الليبرالي، وخاصة جناحه الراديكالي حتى أوائل القرن العشرين، فحرضت «الكثيرين ضد القليل»- أي الطبقة العاملة والوسطى ضد الأرستقراطية المالكة للأراضي، والتي تم التعبير عنها لدعم أفكار مثل ضريبة الأرض الواحدة التي دعا إليها الجورجيون.

## في العصر الحديث
شهدت الإنتاجية انتعاشًا معاصرًا، أشعلته مؤامرة المعارضة الشعبية للرأس المالي المعولم والشركات الكبيرة المرتبطة سياسيًا. يرى النقاد وجود علاقة متبادلة بين آراء المنتجين المتطرفين، والآراء المعادية للأشخاص ذوي الدخل المنخفض والمهاجرين، مثل الشعبويين. ومن الأمثلة على السياسيين أو الجماعات التي استشهد بها هؤلاء النقاد حزب الإصلاح للولايات المتحدة الأمريكية، وروس بيرو، وبات بوكانان، ولو دوبس، ودونالد ترامب في الولايات المتحدة، بالإضافة إلى جان ماري لوبان في فرنسا وبيورن هوك في ألمانيا وسياسيون مشابهون في جميع أنحاء أوروبا.

## العقيدة والقضايا الاجتماعية
رغم أنَّ أولوية الإنتاجية المتطرفة هي الاقتصاد، إلا أن لها أيضًا منظورًا حول القضايا الاجتماعية، فهي تدعم القيم التقليدية للطبقة الوسطى باعتبارها القيم الوطنية الوحيدة الصحيحة. وهي تدافع عن هذه القيم ضد الفساد الملحوظ للثروة الموروثة الفاسدة، وضد اللامبالاة الخطيرة والكسل الذي تعتبره نتيجة حتمية للاعتماد على دولة الرفاهية. لذلك، يميل المنتجون المتطرفون إلى أن يكونوا وطنيين ولكنهم في نفس الوقت لا يثقون في الدولة بشدة، لأنهم يعتقدون أنها تحت سيطرة قوى معادية للأمة.[وثِّق الاقتباس]
البعض[من؟] أشار إلى تشابه بين الإنتاجية التطرفية وبعض الروايات المسيحية «نهاية الزمان» التي تتنبأ بالخيانة من قبل القادة السياسيين والدينيين الموثوق بهم، مع انجراف العديد من المواطنين إلى الكسل والخطيئة. يرتبط التشديد على القيمة المتأصلة للمنتج بالعمل الجاد ارتباطًا مباشرًا بأخلاقيات العمل البروتستانتية التقليدية، التي حددها ويبر. في الولايات المتحدة وأوروبا، غالبًا ما يكون متعاطفًا مع المسيحية المحافظة أو الأصولية/ البدائية، التي يُنظر إليها على أنها مدافع ضد كل من الانحطاط الأخلاقي للفقراء وجموح الطمع الرأسمالي. لكن الإنتاجية المتطرفة في حد ذاتها ليست مرتبطة بوجهة نظر دينية عالمية معينة، وكونها تأكد على الاقتصاد والعمل والاستياء الطبقي يضفي عليها مادية لا تتوافق تمامًا مع نظرة دينية بحتة.[وثِّق الاقتباس]